# Gele wolhaarbuidelrat
De gele wolhaarbuidelrat (Caluromys philander) is een buideldier uit de familie van de opossums (Didelphidae). De wetenschappelijke naam van de soort werd als Didelphis philander in 1758 gepubliceerd door Carl Linnaeus.
Dit dier is vrij klein, tot 25 cm lang, en leeft solitair in de bomen van het regenwoud. Het eet voornamelijk vruchten.
Het dier is een nachtdier en zelfs het maanlicht heeft invloed op zijn gedrag. De vrouwtjes zijn nooit erg actief, maar de mannetjes wel bij nieuwe maan. Naarmate de maan wast, neemt hun activiteit echter af, waarschijnlijk om te vermijden om slachtoffer van een roofdier te worden.
Er worden vier ondersoorten onderscheiden:
- Caluromys philander philander – komt voor ten oosten van de Orinoco-rivier in Brazilië en de Guyana's, alsmede in Venezuela ten zuiden van de Orinoco-rivier.
- Caluromys philander affinis – komt voor in Mato Grosso (Brazilië) en Bolivia.
- Caluromys philander dichurus – komt voor in oostelijk en zuidoostelijk Brazilië.
- Caluromys philander trinitatis – komt voor op Trinidad en in Venezuela, ten noorden van de Orinoco-rivier.